# Ephippiochthonius boldorii
Espèce
Synonymes
- Chthonius austriacus boldorii Beier, 1934
- Chthonius boldorii Beier, 1934

Ephippiochthonius boldorii est une espèce de pseudoscorpions de la famille des Chthoniidae.

## Distribution
Cette espèce se rencontre en Italie, en Slovénie, en Croatie, en Slovaquie, en Autriche, en Suisse et en Allemagne,.

## Description
Les mâles mesurent de 1,2 à 1,9 mm et les femelles de 1,3 à 2,2 mm.

## Étymologie
Cette espèce est nommée en l'honneur de Leonida Boldori.

## Publication originale
- Beier, 1934 : Neue cavernicole und subterrane Pseudoscorpione. Mitteilungen über Höhlen- und Karstforschung, vol. 1934, p. 53-59.